# Sân bay Treviso
Sân bay Sant'Angelo Treviso (IATA: TSF, ICAO: LIPH) là một sân bay ở Treviso, tỉnh Treviso, Italia. Nhiều hãng hàng không gọi sân bay này là Venice Treviso. Sân bay này nằm cách Venice 20 km. Năm 2007, một nhà ga mới được khai trương với tên "Antonio Canova" theo tên một danh họa người Ý.

## Các hãng hàng không và các tuyến điểm
- Air Malta (Malta)
- Belle Air (Pristina, Tirana)
- Blue Air (Bucharest-Băneasa)
- Club Air (Pristina)
- Ryanair (Bremen, Brussels-Charleroi, Dublin, Dusseldorf-Weeze, Frankfurt-Hahn, Girona, Liverpool, London-Stansted, Malta, Paris-Beauvais, Rome-Ciampino, Shannon, Stockholm-Skavsta)
- transavia.com (Amsterdam)
- Wizz Air (Bucharest-Băneasa, Budapest)

## Các chuyến bay thuê bao
- Aegean Airlines (Heraklion)
- Air Italy (Antalya, Turin, Sharm El Sheik)
- Air Malta (Malta)
- Livingston (airline) (Milan-Malpensa [seasonal], Natal [theo mùa])
- Lotus Air (Pisa, Sharm El Sheik)
- Orion Air (Ibiza, Palma Di Maiorca)
- Tunisair (Djerba, Monastir)